# روة
رُوَة هي بلدية في مقاطعة السوم في منطقة مرتفعات فرنسة في شمال فرنسا.

## الجغرافية
تقع روة على بعد 15 ميل (24 كـم) شمال أبفيل عند تقاطع طرق D938 و D4 و D85. تتيح محطة رُوة الوصول بالقطار إلى أميان وكاليه وباريس.